# Michael Ackerman
Pour les articles homonymes, voir Ackerman.
Michael Ackerman (né le 3 septembre 1967  à Tel-Aviv, Israël) est un photographe américain autodidacte de l'agence VU.

## Biographie
Ackerman rejoint New York en 1974 et produit une série sur cette ville ainsi que sur d'autres lieux qui ont retenu son attention : Cabbage town, Cracovie en Pologne et Bénarès en Inde.
Il expose en permanence dans de nombreuses galeries et figure notamment dans la collection de la Maison européenne de la photographie à Paris.

## Publications
- Half Life chez Delpire (2010)D'après son exposition éponyme
- Fiction chez Nathan / Delpire (2001)
- End Time City, avec Christian Caujolle chez Nathan / Delpire (1999)Prix Nadar
- Mégapoles – petite planète (collectif) chez Le serpent à plumes
- Smoke, Orsay, L'axolotl  (ISBN 9782958839307)

## Expositions
Listes non exhaustives

### Expositions personnelles
Half Life
Photographies prises à New York, Paris, Berlin, Cracovie ou La Havane.
Depuis 2006 à Berlin, en tournée depuis ; en 2010 à Sète et Strasbourg ; à la Galerie VU' à Paris en 2010-2011 ; en 2012 à Berlin.
Projection de l'exposition en 2009 aux Rencontres d'Arles, et à la galerie Le 104 à Paris.
Publication en 2010 chez les éditions Delpire du livre de l'exposition.
Autres
- 2006 : 
  - Camelot Gallery, Cracovie
  - Rencontres d'Arles, Arles
  - Fiction, Köln
  - Fotografie am Schiffbauerdamm, Berlin
  - Van Der Grinten Gallery, Cologne
- 2005 : Hermès Gallery, New York
- 2004-2005 : Darkness Visible, Seoul
- 2004 : 
  - Michael Ackerman, Galerie VU', Paris
  - Michael Ackerman, Rome
  - Kerrigan Campbell Art+Project, New York
- 2001 : Michael Ackerman, Galerie VU', Paris
- 1999 : Michael Ackerman, Galerie VU', Paris

### Expositions collectives
Diverses expositions collectives à la Galerie VU', Paris, en 1998, 2003, 2005, 2006 et 2009.

## Participation
Dans le film Une place sur la Terre de Fabienne Godet (France, 2013), les photographies réalisées par le personnage principal (Benoît Poelvoorde) sont les siennes.

## Prix[6]
- 1er Prix du Centre International de la Photographie de New York – Catégorie Jeune Photographe (1998)
- Prix Nadar pour son livre End Time City (1999)
- Prix Roger-Pic pour Departure, Poland (2009)